# Secretariat (film)
Secretariat is een Amerikaanse biografische film uit 2010, geregisseerd door Randall Wallace en geproduceerd door Walt Disney Pictures. Het is gebaseerd op het waargebeurde verhaal van het Amerikaans renpaard Secretariat, winnaar van de Triple Crown in 1973. De film is ook grotendeels gebaseerd op het boek Secretariat: The Making of a Champion uit 1975 van William Nack. Hij was betrokken bij de productie van de film.

## Verhaal
De huisvrouw Penny Chenery stemt ermee in om de stallen van haar noodlijdende vader Christopher Chenery over te nemen, ondanks haar flagrante gebrek aan kennis in de paardenraces. Met de hulp van de voormalige Canadese coach Lucien Laurin, navigeert ze in deze door mannen gedomineerde business. Tot slot nam ze het renpaard Secretariat, waarmee ze uiteindelijk de eerste Triple Crown winnaar werd in 25 jaar en hiermee een van de grootste renpaarden aller tijden.

## Rolverdeling
| Acteur           | Personage           |
| ---------------- | ------------------- |
| Diane Lane       | Penny Chenery       |
| John Malkovich   | Lucien Laurin       |
| Dylan Walsh      | Jack Tweedy         |
| Margo Martindale | Elizabeth Hamm      |
| Nelsan Ellis     | Eddie Sweat         |
| Otto Thorwarth   | Ronnie Turcotte     |
| Fred Thompson    | Bull Hancock        |
| James Cromwell   | Ogden Phipps        |
| Scott Glenn      | Christopher Chenery |

## Ontvangst
De film werd over het algemeen positief beoordeeld. Op Rotten Tomatoes ontving het 63% goede reviews, gebaseerd op 154 beoordelingen. Op Metacritic werd de film beoordeeld met een metacrore van 61/100, gebaseerd op 36 critici.

## Prijzen en nominaties
De belangrijkste:
| Jaar | Prijs           | Categorie             | Genomineerde(n)                                                             | Uitslag     |
| ---- | --------------- | --------------------- | --------------------------------------------------------------------------- | ----------- |
| 2010 | Satellite Award | Beste cinematografie  | Dean Semler                                                                 | Genomineerd |
| 2010 | Satellite Award | Beste geluidseffecten | Kami Asgar, Sean McCormack, David O. Daniel, Kevin O'Connell & Beau Borders | Genomineerd |
| 2011 | Satellite Award | Best Youth DVD        | Best Youth DVD                                                              | Genomineerd |